# باشگاه فوتبال هراکس آلملو
باشگاه فوتبال هراکس آلملو (انگلیسی: Heracles Almelo) یک باشگاه فوتبال در شهر آلملو، هلند است.
این باشگاه که در سال ۱۹۰۳ تاسیس شده soccerway.com سابقه دو قهرمانی در لیگ برتر فوتبال هلند را در کارنامه دارد.